# Betoncourt-sur-Mance
Betoncourt-sur-Mance è un comune francese di 44 abitanti situato nel dipartimento dell'Alta Saona nella regione della Borgogna-Franca Contea.

## Società

### Evoluzione demografica
Abitanti censiti